# Saint-Hymetière
Saint-Hymetière är en kommun i departementet Jura i regionen Bourgogne-Franche-Comté i östra Frankrike. Kommunen ligger i kantonen Arinthod som tillhör arrondissementet Lons-le-Saunier. År 2015 hade Saint-Hymetière 107 invånare.

## Befolkningsutveckling
Antalet invånare i kommunen Saint-Hymetière
Referens:INSEE